# Altumskalar
Altumskalar (Pterophyllum altum) är en fiskart som beskrevs av Jacques Pellegrin, 1903. Altumskalar ingår i släktet Pterophyllum och familjen Cichlidae. Inga underarter finns listade i Catalogue of Life.

## Bildgalleri

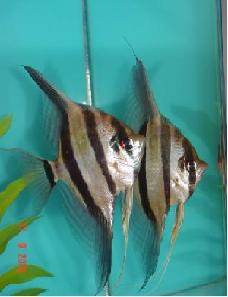
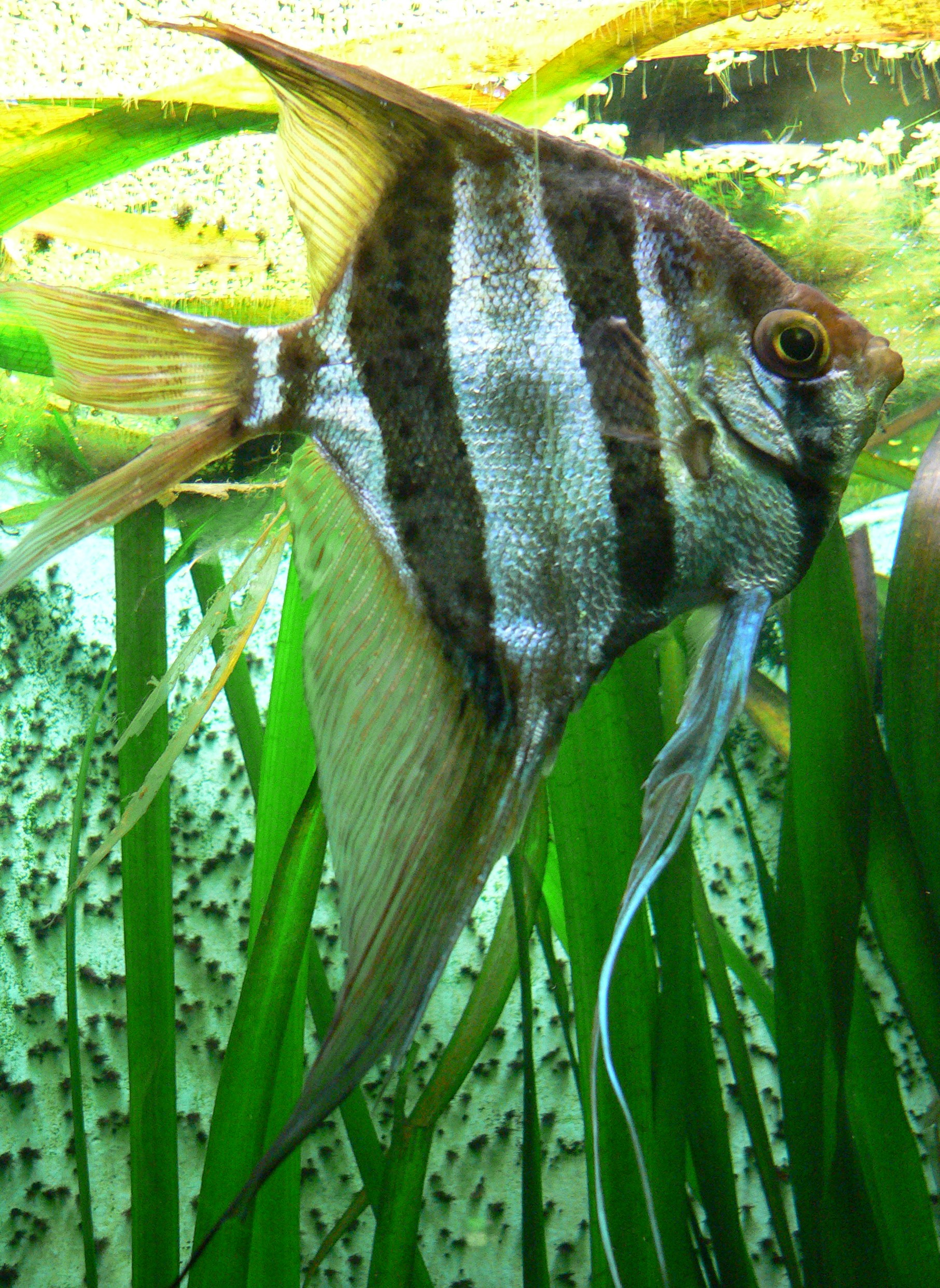
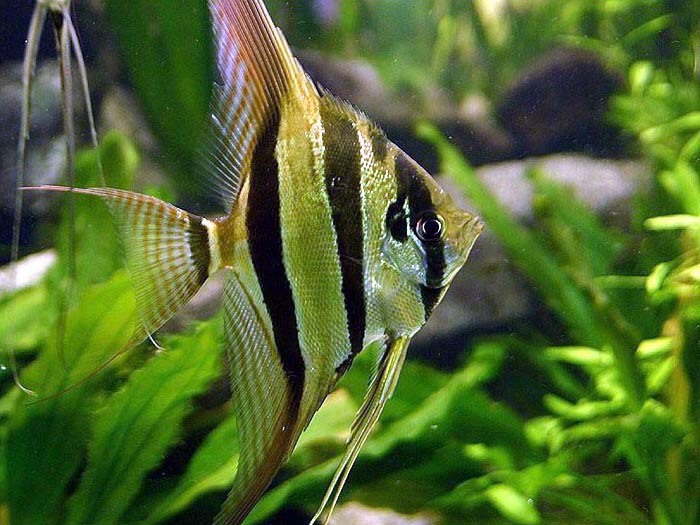
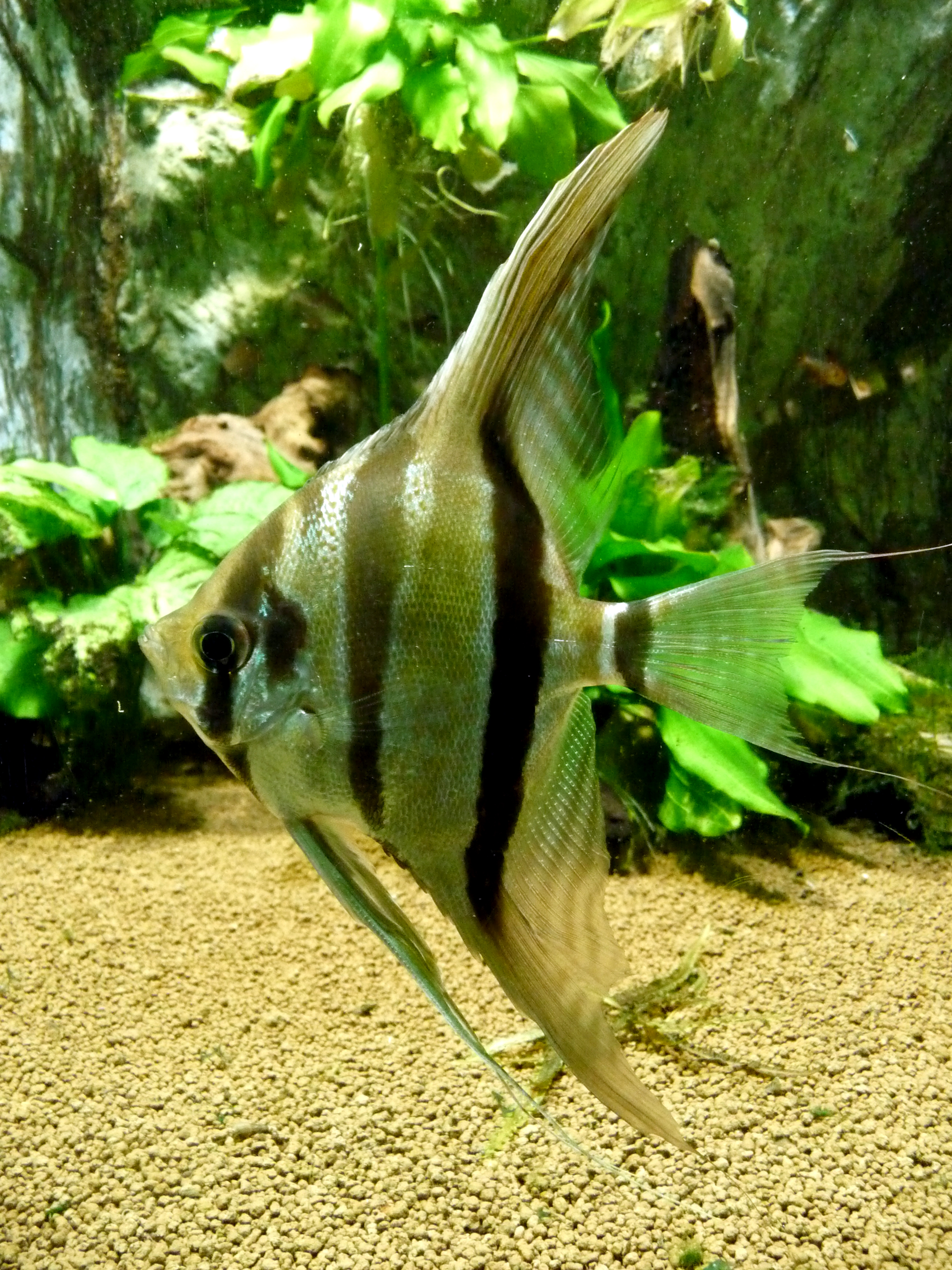
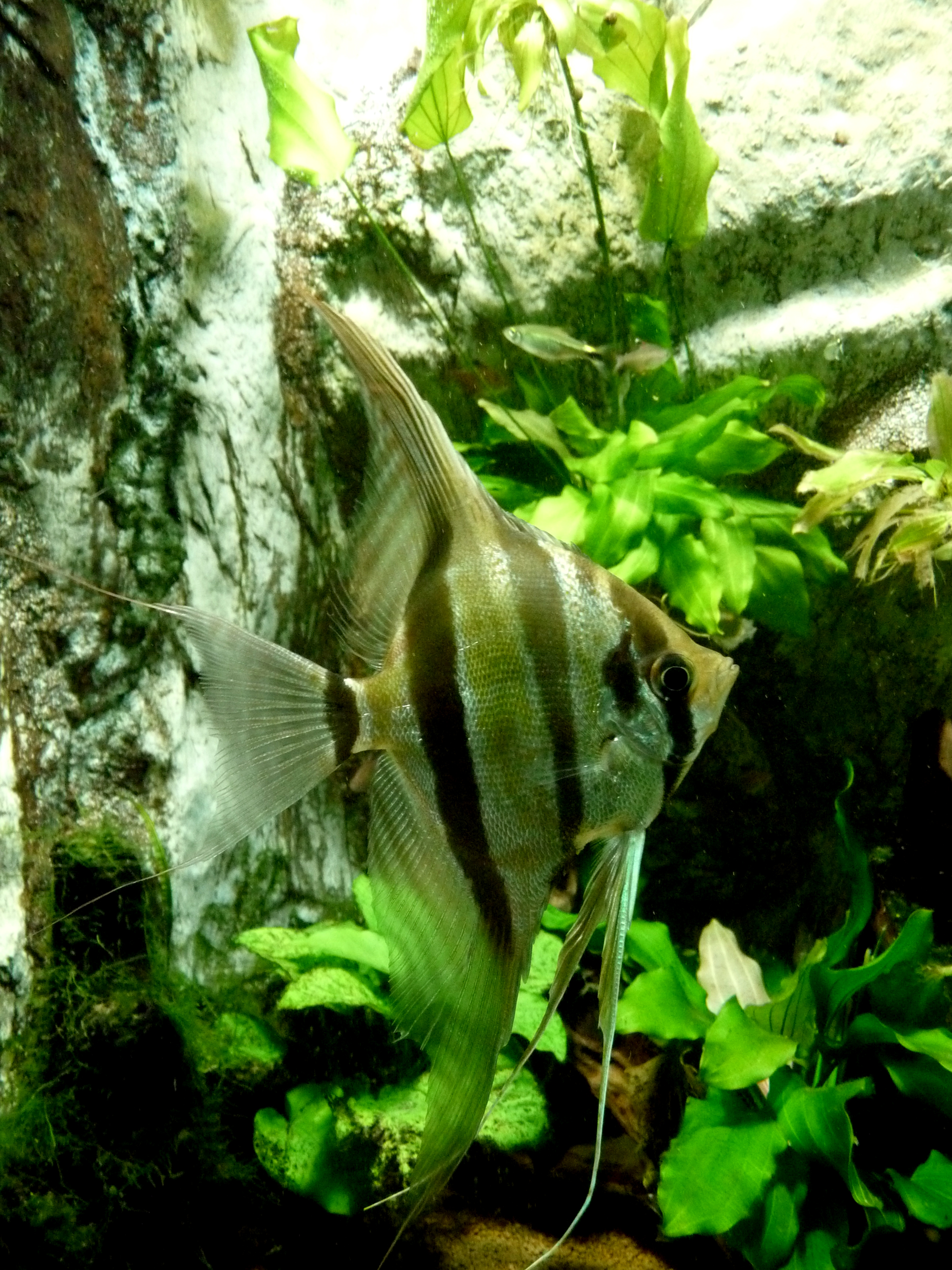